# Gongola (estado)

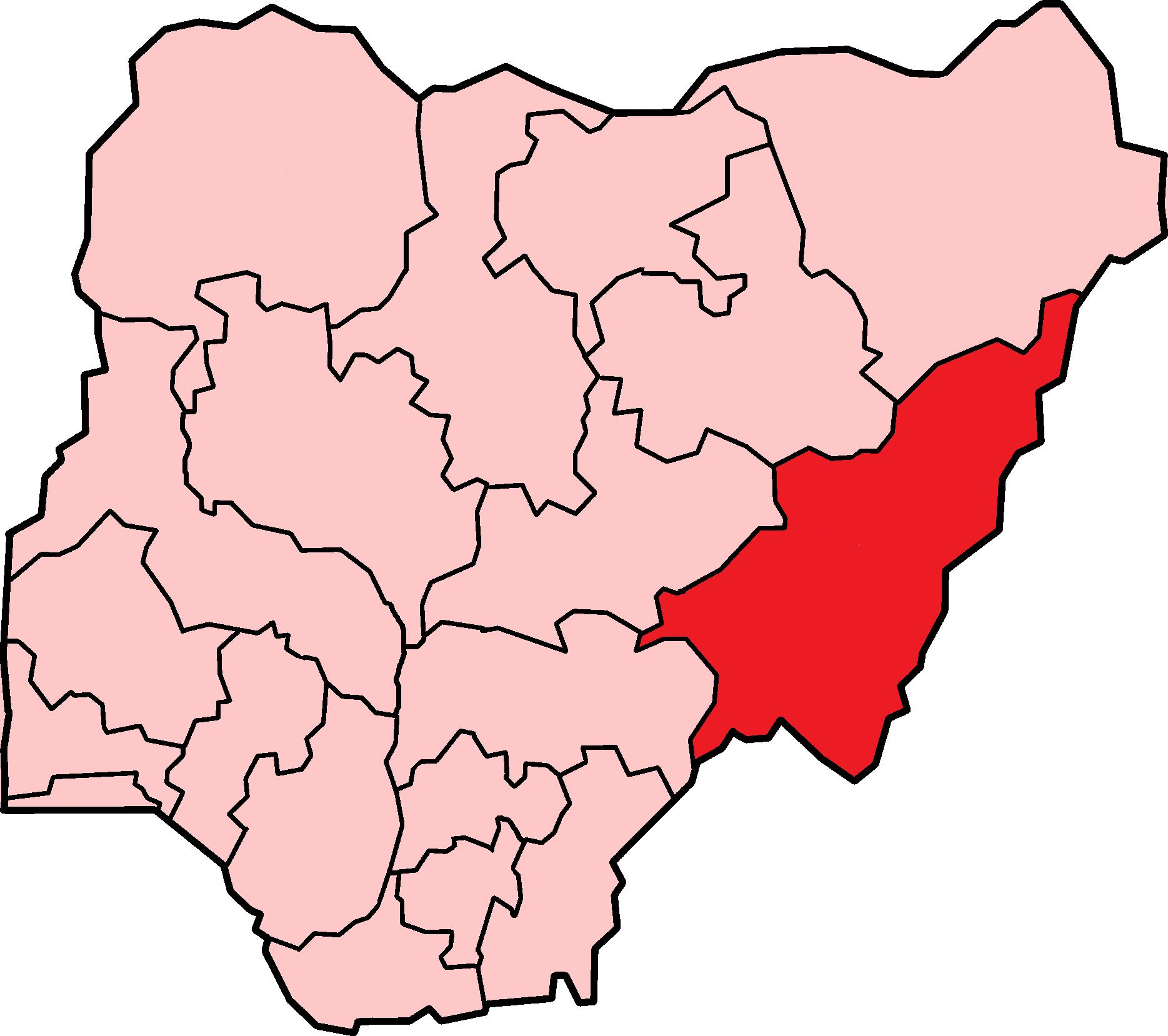
Gongola.

O estado de Gongola é uma antiga divisão administrativa da Nigéria. Foi criado em 3 de Fevereiro de 1976, com a união das províncias Adamawa e Sardauna do estado Norte, juntamente com Wukari, do então estado Benue-Plateau. Existiu até 27 de Agosto de 1991, quando foi dividido em dois estados - Adamawa e Taraba. A cidade de Yola foi a capital de Gongola.
O estado de Gongola era governado por um Conselho Executivo.

## Governadores do estado de Gongola
- Mohammed Jega (Março 1976 – Jullho 1978)
- Abdul Rahaman Mamudu (Julho 1978 – Outubro 1979)
- Abubakar Barde (Outubro 1979 – Outubro 1983)
- Bamanga Tukur (Outubro 1983 – Dezembro 1983)
- Mohammed Jega (Janeiro 1984 – Agosto 1985)
- Yohanna Madaki (Agosto 1985 – Agosto 1986)
- David Jang (Agosto 1986 – Dezembro 1987)
- Isah Mohammed (Dezembro 1987 – Dezembro 1989)
- Abubakr Salihu (Dezembro 1989 – 27 de Agosto 1991)

Nota: Abubakr Salihu foi governador do Estado Adamawa de 27 de Agosto de 1991 a  Janeiro de 1992.